# Embarcació d'orsa

Esquema d'un Laser.

Una embarcació d'orsa és una embarcació de vela lleugera dotada d'una orsa. El terme anglès "dinghy", que correspon també a un bot auxiliar, es fa servir també per als velers petits amb orsa. El terme general francès és "dériveur". L'objectiu principal de l'orsa és proporcionar al veler una superfície hidrodinàmica submergida que, contrarestant la component lateral del vent sobre la vela, permeti la navegació de bolina amb un abatiment mínim. Paral·lelament una orsa augmenta l'estabilitat del vaixell. (No tant fent de contrapès com a efectes d'estabilitat dinàmica, disminuint el balanceig i ajudant a conservar el rumb desitjat). Una orsa abatible no és altra cosa que una quilla mòbil. Quan convé es pot aixecar i disminuir el calat. Quan es transporta el vaixell l'orsa pot dur-se plegada o desmuntada.